# Gârda de Sus
Gârda de Sus (in ungherese Felsőgirda) è un comune della Romania di 1 726 abitanti, ubicato nel distretto di Alba, nella regione storica della Transilvania.
Il comune è formato da un insieme di 16 villaggi: Biharia, Dealu Frumos, Dobrești, Gârda de Sus, Gârda Seacă, Ghețari, Hănășești, Huzărești, Izvoarele, Munună, Ocoale, Plai, Pliști, Scoarța, Snide, Sucești.
Gârda de Sus è situata nell'alta valle del fiume Arieș, a Nord-Ovest di Câmpeni, lungo la strada nazionale DN75.